# 92586 Jaxonpowell
92586 Jaxonpowell è un asteroide della fascia principale. Scoperto nel 2000, presenta un'orbita caratterizzata da un semiasse maggiore pari a 2,3722549 au e da un'eccentricità di 0,1421702, inclinata di 5,75469° rispetto all'eclittica.